# Pyrenestes
Pyrenestes is een geslacht van zangvogels uit de familie prachtvinken (Estrildidae).

## Soorten
Het geslacht kent de volgende soorten:
- Pyrenestes minor  – Granta-astrild
- Pyrenestes ostrinus  – Purperastrild
- Pyrenestes sanguineus  – Karmozijnastrild